# Bloch MB.220
Die Bloch MB.220 war ein zweimotoriges Verkehrsflugzeug des französischen Herstellers Société des Avions Marcel Bloch aus den 1930er-Jahren. Sie konnte bis zu 16 Passagiere befördern. Alle Serienmodelle traten in den Dienst der Air France und waren teilweise noch in den 1950er-Jahren im Einsatz. Die nach dem Zweiten Weltkrieg noch vorhandenen Flugzeuge wurden ummotorisiert und erhielten die neue Bezeichnung MB.221.

## Geschichte
Die MB.220 entstand als zivile Version des Bombers MB.210 nach dem Vorbild der Douglas DC-2. Der Erstflug des Prototyps fand am 11. Juni 1936 statt. Die Auslieferung der 16 von Air France bestellten Serienmodelle begann 1937.

## Konstruktion
Die MB.220 war ein als Tiefdecker ausgelegtes Ganzmetallflugzeug mit einem einziehbaren Spornradfahrwerk. Als Antrieb dienten zwei Doppelsternmotoren Gnôme-Rhône 14N, die nach dem Zweiten Weltkrieg gegen Wright R-1820 Cyclone-Triebwerke ausgetauscht wurden. Nach der Ummotorisierung erhielten die Maschinen die neue Bezeichnung MB.221.
Die für sechzehn Passagiere ausgelegte Kabine verfügte über Sitze mit verstellbarer Rückenlehne und einem Klapptisch sowie über eine geräuscharme Klima- und Heizungsanlage. Neben den zwei Piloten befanden sich üblicherweise ein oder zwei Flugbegleiter an Bord.

## Nutzung
Die Air France bestellte 16 Flugzeuge dieses Typs, die bei SNCASO gebaut wurden. 1937 wurden die ersten fünf Flugzeuge geliefert, der Rest 1938. Der Einsatz erfolgte auf den Europa-Strecken der Gesellschaft.
Bereits am 1. September 1939 wurde das Material der Air France beschlagnahmt und aus den Flugzeugen Transportgruppen zu je drei Flugzeugen gebildet. Drei MB 220 verblieben bei der Air France. Ende September konnte ein stark eingeschränkter Luftverkehr wieder aufgenommen werden. Der Prototyp F-AOHA ging am 3. März 1940 bei Orange durch Absturz verloren. Nach dem Waffenstillstand musste am 26. Juni 1940 der Luftverkehr komplett eingestellt werden. Die Vichy-Regierung im unbesetzten Teil von Frankreich erlaubte dann ab 10. August 1940 die Wiederaufnahme des Verkehrs, allerdings nur im unbesetzten Teil und in Afrika. Dabei stürzte die F-AQNL am 1. September 1941 in Marseille-Marignane ab, wobei die dreiköpfige Besatzung und alle zwölf Passagiere ums Leben kamen. Durch die deutsche Besetzung von Südfrankreich im November 1942 musste der europäische und nordafrikanische Verkehr der Air France komplett eingestellt werden.
Da die Deutsche Lufthansa unter einem erheblichen Flugzeugmangel litt, nachdem ein großer Teil der Flotte bei Kriegsbeginn an die Luftwaffe abgegeben werden musste, war sie darauf angewiesen, Flugzeuge von anderen Gesellschaften zu chartern. Interessant waren für sie in diesem Falle die Dewoitine 338 und die MB 220. Entsprechend wurden die verfügbaren elf MB 220 am 1. Februar 1943 gechartert. Das bedeutet, dass im November 1942 von den verfügbaren 15 Flugzeugen vier MB 220 in Nordafrika gewesen sein müssen. Die Flugzeuge wurden zwischen März und Juni 1943 nach Berlin überführt und erhielten deutsche Zivilzulassungen. Der Einsatz der Flugzeuge erfolgte ab dem 1. Juni 1943 auf der Strecke Wien-Belgrad. Als Bordmechaniker flog ein Angehöriger der Air France mit. Als Wartungsbasis blieb die Air France Toulouse bestehen. Am 16. April 1944 machte die D-AUAK (ex F-AQNO) Bruch in Belgrad. Die Flugzeuge blieben bis August 1944 im Einsatz, als durch die alliierte Invasion in Südfrankreich die Wartungsbasis wegfiel. Zu diesem Zeitpunkt hatte die DLH sieben MB 220 zur Verfügung, da sich drei Flugzeuge in Toulouse zur Überholung befanden. Diese Flugzeuge wurden bei Kriegsende zerstört. Die Bedeutung der MB 220 für die Lufthansa war gering. Sie flog 731.000 km im Planverkehr und absolvierte damit etwa zwei Prozent des gesamten Kriegsluftverkehrs der Lufthansa.
1945 standen der Air France noch sechs MB 220 zur Verfügung, von denen fünf auf Wright Cyclone-Motoren (1100 PS) umgebaut wurden, um die Nutzlast zu erhöhen. Sie erhielten die Bezeichnung MB 221. Ende der vierziger Jahre wurden die Flugzeuge ausgemustert.

## Technische Daten (MB.220)

Dreiseitenansicht

| Kenngröße             | Daten                                                                        |
| --------------------- | ---------------------------------------------------------------------------- |
| Besatzung             | 3–4                                                                          |
| Passagiere            | 16                                                                           |
| Länge                 | 19,59 m                                                                      |
| Spannweite            | 22,82 m                                                                      |
| Höhe                  | 6,00 m                                                                       |
| Leermasse             | 6.160 kg                                                                     |
| Startmasse            | 9.500 kg (10.000 kg MB 221)                                                  |
| Reisegeschwindigkeit  | 280 km/h                                                                     |
| Höchstgeschwindigkeit | 350 km/h                                                                     |
| Dienstgipfelhöhe      | 7500 m                                                                       |
| Reichweite            | 1400 km                                                                      |
| Triebwerke            | zwei 14-Zylinder-Doppelsternmotoren Gnôme-Rhône 14N mit je 1.000 PS (735 kW) |